# سنت آولد
سنت آولد (به فرانسوی: Saint-Avold) در شهرستان موزل در ناحیه گرانت است در شمال شرقی فرانسه است.
این شهر در بیست و هشت مایلی (۴۵ کیلومتری) شرق مس، فرانسه و هفده مایلی (۲۷ کیلومتری) جنوب غربی زاربروکن، آلمان واقع شده است.

## تاریخچه
منطقه سنت آولد اغلب در معرض تجاوز و از قرن نوزدهم به‌طور متناوب توسط مقامات آلمانی و فرانسوی کنترل شده است.
در طول انقلاب فرانسه، صومعه و کلیسای این شهر صدمه زیادی را متحمل شدند؛ اما بسیاری از کلیساها بعدها مورد بازسازی قرار گرفتند.

## قبرستان آمریکایی لورن
قبرستان آمریکایی لورن (Lorraine American Cemetery) واقع در شمال شهر، محل بزرگ‌ترین قهرمانان جنگ جهانی دوم ایالات متحده آمریکا است. این قبرستان و یادبود آمریکایی لورن شامل قبرهای ۱۰٬۴۸۹ سرباز آمریکایی که در طی جنگ جهانی دوم کشته شده‌اند، می‌باشد. اکثر مردان طی تلاش ایالات متحده برای اخراج نیروهای آلمانی از شهر متز به سمت خط آهن زیگفرید و رود راین کشته شدند. سربازان عمدتاً از بخش‌های پیاده‌نظام، زره پوش و گروه‌های سواره نظام ارتش ایالات متحده بودند.